# Prodinoteri
Els prodinoteris (Prodeinotherium) són un gènere extint de proboscidis de la família dels dinotèrids que visqueren entre l'Oligocè superior i el Miocè superior al Vell Món. Evolucionaren a Àfrica i des d'allí passaren a Euràsia. Se n'han trobat restes fòssils a Alemanya, França, Grècia, l'Índia, Kenya, Namíbia, el Pakistan, Sud-àfrica i Uganda, així com a Catalunya (els Casots i les Escletxes). Feien uns 2 m d'alçada a la creu.